# Kanton Saint-Ouen-sur-Seine
Kanton Saint-Ouen-sur-Seine (fr. Canton de Saint-Ouen-sur-Seine) je francouzský kanton v departementu Seine-Saint-Denis v regionu Île-de-France. Tvoří ho pouze část města Saint-Ouen-sur-Seine.